# Terence McKall
Terence McKall (ur. 12 grudnia 1984 w Edmonton) – kanadyjski wioślarz.

## Osiągnięcia
- Mistrzostwa Świata U-23 – Amsterdam 2005 – czwórka bez sternika wagi lekkiej – 7. miejsce[1].
- Mistrzostwa Świata – Monachium 2007 – dwójka bez sternika wagi lekkiej – 9. miejsce[1].
- Mistrzostwa Świata – Linz 2008 – ósemka wagi lekkiej – 6. miejsce[1].
- Mistrzostwa Świata – Poznań 2009 – czwórka bez sternika wagi lekkiej – 11. miejsce[1].